# Maria (esposa de Basílio I)
Maria (em grego: Μαρία) foi uma nobre bizantina do século IX. Era provavelmente nativa da Macedônia. Foi casada com Basílio (o futuro Basílio I, o Macedônio) com quem teve dois filhos, Constantino (nascido em 859) e Anastácia (nascida em 856). Basílio se divorciaria em data incerta para casar-se com Eudócia Ingerina, a amante de Miguel III, (r. 842–867), talvez por indicação do próprio Miguel. Ao que parece ele deu dinheiro e outros bens a Maria e enviou-a de volta a Macedônia.